# Simultaneum
Simultaneum nennt man das Recht, nach welchem in demselben Staat der evangelische und katholische Glaube freie Ausübung hat.
Ehemals machte man in Deutschland einen Unterschied zwischen notwendigem und willkürlichem Simultaneum (lat. simultaneum necessarium et voluntarium). Das erstere hieß das Recht, nach welchem die katholische und protestantische Konfession in den Ländern des Reiches nach der Art und Weise, wie beide im Jahr 1624 (dem Normaljahr) nebeneinander bestanden hatten, auch weiterhin gesetzmäßig nebeneinander bestehen sollten und der Gottesdienst gehalten werden dürfte.
Das willkürliche Simultaneum bestand hingegen darin, dass ein Regent in seinem Lande die Konfession, zu der er sich bekannte, einführte, während die entgegengesetzte herrschend war. Dieses Simultaneum konnte allerdings nur da eingeführt werden, wo ein Land verpfändet und wieder eingelöst war, auch durfte nie die herrschende Religionspartei in ihren Rechten der Religionsfreiheit beeinträchtigt werden.
Durch Artikel 19 der Verfassung des Deutschen Bundes, der Deutschen Bundesakte, galt in allen dazugehörigen Ländern ein volles Simultaneum. Auch in den nachfolgenden deutschen Staaten, also dem Norddeutschen Bund, dem deutschen Kaiserreich, dem Deutschen Reich (und dadurch also auch der Weimarer Republik) und sowohl der Bundesrepublik Deutschland als auch der Deutschen Demokratischen Republik galt bzw. gilt das Simultaneum, erweitert um die Garantie der freien Religionsausübung anderer Religionsgemeinschaften.